# Ettore de Champs
Ettore de Champs (* 8. August 1835 in Florenz; † 12. April 1905 ebenda) war ein italienischer Pianist und Komponist.

## Leben und Werk
Ettore de Champs wurde am 8. August 1835 in Florenz geboren. Er begann sein Musikstudium bei seinem Onkel väterlicherseits, von dem er früh Flötenunterricht erhielt. Er widmete sich unter der Leitung von G. Gordoni dem Studium des Klaviers und erweiterte gleichzeitig seine Kenntnisse in Harmonie und Kontrapunkt bei Ignazio M. Colson. Nach Abschluss seines Grundstudiums absolvierte er Aufbaustudien in Komposition und wurde Schüler Teodulo Mabellinis in Florenz.
Ettore de Champs debütierte jung mit den zwei Balletten Il genio delle colline (1854) und Il naufragio della fregata La Peyrouse (1859) im Teatro Pagliano seiner Heimatstadt. In genannter Reihenfolge brachte er folgende Werke heraus: Die komische Oper in zwei Akten I tutori e le pupille nach einem Libretto von Giovanni Battista Canovai (1869), die Oper Il califflo di Bagdad wiederum nach einem Libretto von Canovai (1869), die heroisch-komische Operette La secchia rapita nach einem Libretto von Alessandro Tassoni (1872), die Operette La lingua d’una donna alla prova, ovvero Gosto e Mea (Librettist unbekannt, 1872), die Opera seria L’idolo cinese nach einem Libretto von Giovanni Battista Lorenzi (1874). Die Oper Le sventure del dottor Cosmos nach einem ursprünglich französischsprachigen Libretto des Duca de Dino alias Maurice de Talleyrand-Périgord (1843–1917) ins Italienische übersetzt von Pietro Lastrucci  (1882) schloss das Hauptwerk von Ettore de Champs ab. Er schrieb zudem zwei Messen für großes Orchester sowie zwei weitere A-cappella-Messen, Chöre und Klavierstücke.